# Кастилья, Серхио
Серхио Кастилья (исп. Sergio Castilla; родился 20 июня 1942) — чилийский кинорежиссёр и документалист.

## Биография
Кинематографическое образование получил в Париже. В кино с 1967. С 1968 преподавал киномонтаж в журналистской школе в Чили. Участвовал в президентской кампании Сальвадора Альенде, как и другие кинематографисты, входившие в Комитет народного единства. В 1970 поставил документальный фильм «Михита». В начале 1971 приступил к постановке фильма «История», который закончил в Швеции в конце 1973. Там же снял фильм «Я хотела бы иметь сына» о рисунках чилийских детей, «Пиночет: фашист, предатель, убийца, агент империализма», «Красная роза Камиллы» (1975) и другие. Затем, в 1979 поставил фильм «Исчезнувшие узники», в основу которого положены свидетельства чилийских заключённых.

## Фильмография
- 1970 — Михита / Migita (Чили) д/ф
- 1973 — История / ? (Чили-Швеция) д/ф
- 1973 — Я хотела бы иметь сына / ? (Швеция) д/ф
- 1974 — Пиночет: фашист, предатель, убийца, агент империализма / ? (Швеция) д/ф
- 1975 — Красная роза Камиллы / ? (Швеция) д/ф
- 1979 — Исчезнувшие узники / Prisioneros desaparecidos (Швеция-Куба)
- 1990 — Милый жаворонок / Gentille alouette (Франция-Чили)
- 1994 — Девушка в арбузе / The Girl in the Watermelon (США)
- 1998 — Грингито / Gringuito (Чили)
- 2001 — Я люблю тебя (сделано в Чили) / Te amo (made in Chile) (Чили)
- 2002 — Познакомься с реальностью / Bienvenida realidad: la película (т/ф) (Чили)
- 2006 — Пленники моста / Take the Bridge (т/ф) (США)
- 2008 — Один и два / 1 & 2 (к/ф) (США)
- 2015 — Жемчужина, фильм / Perla, la película